# Masabumi Hosono
Masabumi Hosono (細野 正文, Hosono Masabumi, 15. října 1870 Prefektura Niigata – 14. března 1939 Tokio) byl japonský civilní zaměstnanec. Byl jediným japonským pasažérem na Titanicu, přičemž přežil jeho potopení dne 15. dubna 1912. Nicméně po jeho záchraně byl japonskou veřejností, tiskem i samotnou vládou obviňován, že se zachoval nečestně tím, že si zachránil svůj život, místo toho, aby se ctí zemřel na lodi. Jeho vnuk, Haruomi Hosono, je členem japonské hudební skupiny Yellow Magic Orchestra.

## Život
Hosono se narodil v roce 1870 ve vesnici Hokura, která je dnes součástí města Džóecu v prefektuře Niigata. Před svou cestou na Titaniku pracoval pro ministerstvo dopravy. Byl vyslán do Ruska, aby zkoumal systém ruských státních železnic. Jeho cesta zpět do Japonska vedla nejprve do Londýna, kde krátce pobýval, a poté do Southamptonu, kde 10. dubna 1912 nastoupil na palubu Titaniku jako cestující druhé třídy.
Z noci ze 14. na 15. června 1912 Hosono už spal ve své kajutě, když loď narazila do ledovce. Probudilo ho hlasité klepání na dveře kajuty a tak rychle vyběhl ven. Posádka Hosonovi nařídila, aby se jako cizinec přesunul do podpalubí lodi, které bylo od záchranných člunů vzdálenější než horní paluba.
V jednu chvíli jeden z důstojníků pověřených nakládáním záchranných člunů (výpovědi se liší, zda to byl záchranný člun 10 nebo 13) vykřikl na dav, že je tam místo pro další dva lidi. Hosono, který byl blízko člunu se do něj spolu s dalším mužem vrhl. Tím si zachránil život.

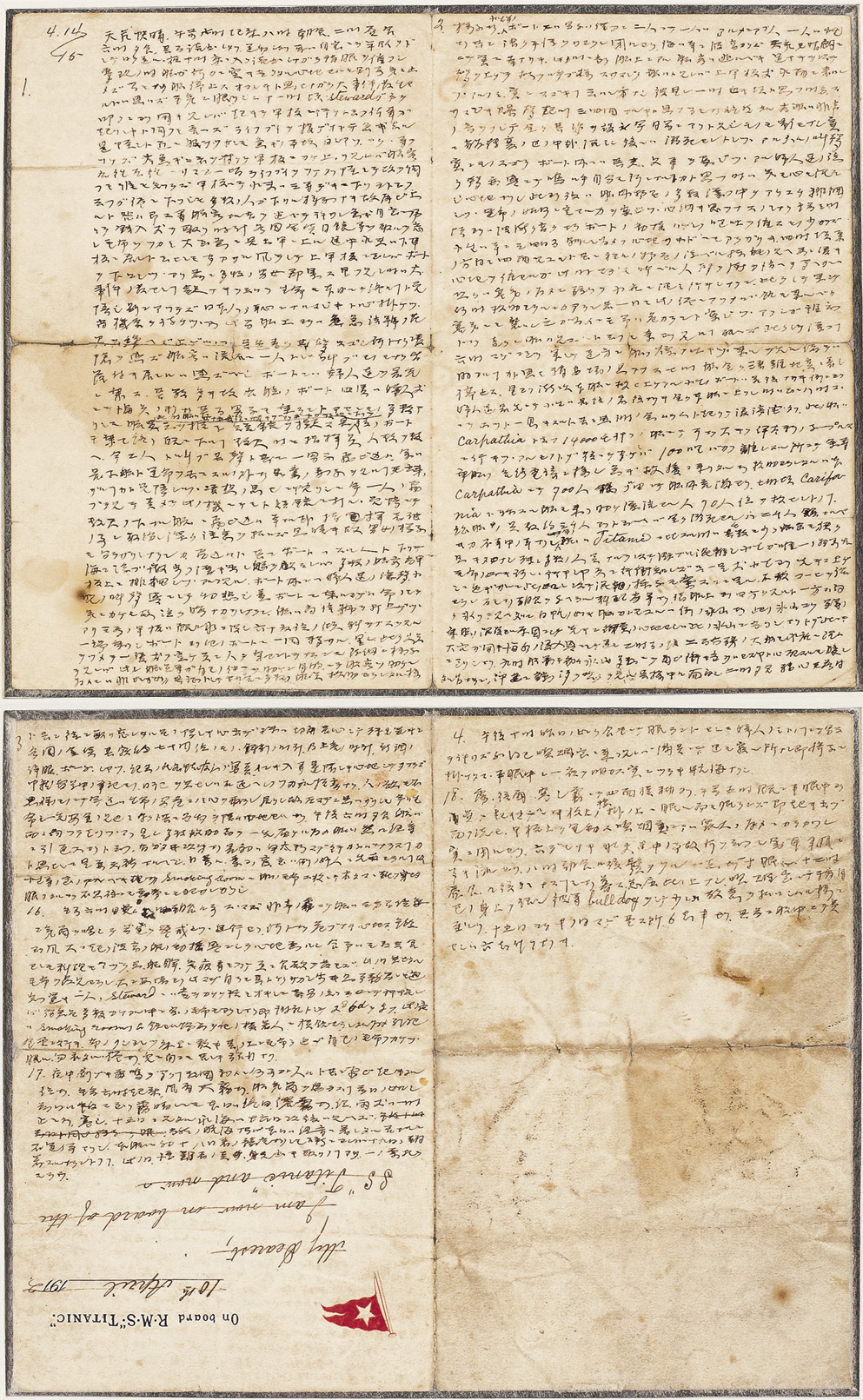
Hosonova zpráva o potopení lodi napsaná na hlavičkovém papíře Titaniku

Po záchraně dorazil spolu s ostatními přeživšími do New Yorku. Zpočátku mu nebyla věnována velká pozornost. S pomocí přátel se Hosono nakonec dostal do Japonska, kde ho novinové titulky prohlásily za „šťastného japonského chlapce“. On sám poskytl novinářům rozhovory. Jeden z dalších cestujících, Archibald Gracie, ho v amerických novinách označil jako černého pasažéra (což nebyla pravda). Informaci posléze převzal japonský tisk. Hosono se následně stal v Japonsku objektem opovržení a veřejného odsouzení. Bylo mu kladeno za vinu, že přežil, zatímco tolik jiných zemřelo. Kritika jeho osoby trvala po zbytek jeho života. On sám po svém návratu přišel o práci (později ji získal zpět). O ztroskotání Titanicu již do konce svého života nikdy nemluvil. Zemřel 14. března 1939.